# Каміонобе Меґумі
Каміонобе Меґумі (яп. 上尾野辺 めぐみ; нар. 15 березня 1986) — японська футболістка. Вона грала за збірну Японії.

## Клубна кар'єра
У 2006 році дебютувала в «Альбірекс Ніїґата».

## Кар'єра в збірній
Дебютувала у збірній Японії 1 серпня 2009 року в поєдинку проти Франції. У складі японської збірної учасниця жіночого чемпіонату світу 2011 та 2015 року. З 2009 по 2016 рік зіграла34 матчі та відзначилася 2-а голами в національній збірній.

## Статистика виступів
| Збірна Японії | Збірна Японії | Збірна Японії |
| Рік           | Матчі         | Голи          |
| ------------- | ------------- | ------------- |
| 2009          | 1             | 0             |
| 2010          | 10            | 1             |
| 2011          | 6             | 1             |
| 2012          | 1             | 0             |
| 2013          | 5             | 0             |
| 2014          | 4             | 0             |
| 2015          | 5             | 0             |
| 2016          | 2             | 0             |
| Загалом       | 34            | 2             |